# Niszczenie dziedzictwa wczesnoislamskiego w Arabii Saudyjskiej
Niszczenie dziedzictwa wczesnoislamskiego w Arabii Saudyjskiej – systematyczny fenomen trwający na terenie Arabii Saudyjskiej, podczas którego wiele miejsc związanych z historią wczesnego islamu jest niszczonych i wyburzanych administracyjnie. Celem buldożerów padają meczety, groby, domy i inne miejsca związane z historią islamu. Rząd saudyjski twierdzi, iż usuwanie „zbędnych” budynków ma na celu zwolnić miejsce pod rozbudowę Al-Masdżid al-Haram w Mekce i Al-Masdżid an-Nabawi w Medynie, krytycy zarzucają Saudom radykalną kampanię ikonoklastyczną wyrosłą na gruncie wierzeń oficjalnej religii w kraju, wahhabizmu.

## Historia
Do XVIII wieku Arabia była podzielonym miejscem, w którym ścierały się ze sobą lokalne plemiona. Mało znany kaznodzieja, Muhammad Ibn Abd al-Wahhab, zawarł pakt z klanem Saudów, iż udzieli im religijnego usprawiedliwienia do podbojów w zamian za uprzywilejowaną pozycję w kwestiach wiary. Światopoglądowo, al-Wahhab twierdził, że muzułmanie jego czasów nie wyznają prawidłowo islamu. Potępiał powszechne praktyki m.in. odwiedzanie grobów rodziny Mahometa, jego towarzyszy czy innych proroków islamu. Uznał te praktyki za kult religijny sprzeczny z „prawidłowym” islamem, politeizm naruszający jedyność Boga, a także religijną innowację. Od tej pory klan Saudów miał duchowe usprawiedliwienie do zbrojnego dżihadu przeciwko innym muzułmanom; szyitom, sunnitom i tym praktykującym mistycyzm islamski. Kto nie podążał za al-Wahhabem, był automatycznie uznawany za niewiernego. Wraz z ibn Saudem stworzyli silne państwo Nadżad obejmujące większość ziem Półwyspu Arabskiego. Pakt został ostatecznie wypełniony w roku 1932: Abd al-Aziz ibn Su’ud, po zakończeniu podbojów terytorialnych, ustanowił nowe państwo – Arabię Saudyjską.

## Wyburzone miejsca
Poniżej znajduje się niekompletna lista wyburzonych obiektów:
- Systematyczne wyburzanie cmentarza al-Baki w Medynie
  - 21 kwietnia 1926 roku zrównano z ziemią miejsce pochówku szyickich imamów i potomków Mahometa, którymi byli Hasan ibn Ali, Ali ibn Husajn, Muhammad al-Bakir i Dżafar as-Sadik.
  - W 1998 roku zrównano z ziemią grób matki Mahometa, Aminy bint Wahb, następnie podpalając go przy pomocy benzyny[7].
- 27 lutego 1928 roku wahhabici zniszczyli grobowiec Ewy. W 1975 roku zostało zabetonowane wejście do kompleksu[8].
- W 2002 roku zburzono historyczną twierdzę okresu osmańskiego, aby zrobić miejsce dla kompleksu hotelowego Abradż al-Bajt.
- W miejscu zburzonego domu Chadidży, żony Mahometa, zbudowano publiczne szalety[9].
- Hilton Hotel zbudowano w miejscu, w którym stał dom pierwszego kalifa, Abu Bakra.

## Krytyka
Od momentu ustanowienia administracyjnej kontroli nad Arabią, saudyjscy wahhabiccy ulemowie starają się wykorzenić islamskie praktyki widziane jako „herezje” i „bałwochwalstwo” m.in. odwiedzanie miejsc wczesnoislamskich. Krytycy twierdzą, iż akcje Saudów przeczą naukom islamu głównego nurtu, jak i zdrowemu rozsądkowi. Wielki mufti Egiptu, a zarazem przedstawiciel najstarszego seminarium sunnickiego na świecie Al-Azhar, Ahmed Al-Tajeb wielokrotnie ogłaszał fatwy potępiające niszczenie obiektów historycznych. W wielu krajach takich jak Indie, Pakistan czy Iran, organizowane są wspólne, sunnicko-szyickie akcje protestacyjne. Saudyjska kampania porównywana jest do czynów innych fundamentalistów sunnickich jak: talibowie, którzy wysadzili posągi Buddy w Bamianie, milicje salafickie, które podczas konfliktu w Mali na cel wzięły manuskrypty, piramidy i grobowce w Timbuktu, czy Państwo Islamskie niszczące starożytne i sakralne obiekty w Iraku i Syrii.